# Laura Trott
Laura Trott (anglès: Laura Kenny)  (Harlow, 24 d'abril de 1992) és una ciclista britànica especialista en persecució i en l'Òmnium. Campiona del món diversos cops, va aconseguir dues medalles d'or als Jocs Olímpics de Londres, dues més als de Rio de Janeiro i una als de Tòquio.
El 2016 es va casar amb el també ciclista Jason Kenny.

## Palmarès en pista
- 2009
  -  Campiona d'Europa júnior en Persecució per equips (amb Ella Sadler Andrews i Jessica Booth)
- 2010
  -  Campiona del món júnior en Òmnium
  -  Campiona d'Europa en Persecució per equips (amb Katie Colclough i Wendy Houvenaghel)
- 2011
  -  Campiona del món de persecució per equips (amb Wendy Houvenaghel i Wendy Houvenaghel)
  -  Campiona d'Europa en Persecució per equips (amb Danielle King i Joanna Rowsell)
  -  Campiona d'Europa en Òmnium
  -  Campiona d'Europa sub-23 en Persecució
  -  Campiona d'Europa sub-23 en Scratch
  -  Campiona d'Europa sub-23 en Persecució per equips (amb Katie Colclough i Danielle King)
- 2012
  -  Medalla d'or als Jocs Olímpics de Londres en Òmnium
  -  Medalla d'or als Jocs Olímpics de Londres en Persecució per equips (amb Danielle King i Joanna Rowsell)
  -  Campiona del món de persecució per equips (amb Joanna Rowsell i Danielle King)
  -  Campiona del món en Òmnium
- 2013
  -  Campiona del món de persecució per equips (amb Elinor Barker i Danielle King)
  -  Campiona d'Europa en Persecució per equips (amb Danielle King, Elinor Barker, Katie Archibald i Joanna Rowsell)
  -  Campiona d'Europa en Òmnium
  -  Campiona d'Europa sub-23 en Persecució
  -  Campiona d'Europa sub-23 en Puntuació
  -  Campiona d'Europa sub-23 en Òmnium
  -  Campiona nacional en Madison (amb Danielle King)
  -  Campiona nacional en Puntuació
  -  Campiona nacional en Persecució
  -  Campiona nacional en Persecució per equips (amb Joanna Rowsell, Elinor Barker i Danielle King)
- 2014
  -  Campiona del món de persecució per equips (amb Joanna Rowsell, Elinor Barker i Katie Archibald)
  - Medalla d'or als Jocs de la Commonwealth en Puntuació
  -  Campiona d'Europa en Òmnium
  -  Campiona d'Europa en Persecució per equips (amb Ciara Horne, Elinor Barker i Katie Archibald)
  -  Campiona nacional en Scratch
  -  Campiona nacional en Persecució per equips (amb Joanna Rowsell, Elinor Barker i Danielle King)
- 2015
  -  Campiona d'Europa en Scratch
  -  Campiona d'Europa en Òmnium
  -  Campiona d'Europa en Persecució per equips (amb Joanna Rowsell, Elinor Barker, Katie Archibald i Ciara Horne)
  -  Campiona nacional en Puntuació
  -  Campiona nacional en Persecució
  -  Campiona nacional en Scratch
- 2016
  -  Medalla d'or als Jocs Olímpics de Rio de Janeiro en Òmnium
  -  Medalla d'or als Jocs Olímpics de Rio de Janeiro en persecució per equips (amb Katie Archibald, Elinor Barker i Joanna Rowsell)
  -  Campiona del Món en Scratch
  -  Campiona del món en Òmnium
  -  Campiona nacional en Madison (amb Elinor Barker)
- 2018
  -  Campiona d'Europa en persecució per equips
- 2019
  -  Campiona d'Europa en persecució per equips
  -  Campiona d'Europa en persecució per eliminació
- 2020
  -  Medalla d'or als Jocs Olímpics de Tòquio en americana
  -  Medalla d'argent als Jocs Olímpics de Tòquio en americana
  -  Campiona d'Europa en persecució per equips
- 2022
  - Campiona dels Jocs de la Commonwealth en scratch

### Resultats a laCopa del Món
- 2011-2012
  - 1a a Cali i Londres, en Persecució per equips
- 2012-2013
  - 1a a Glasgow, en Òmnium
  - 1a a Glasgow, en Persecució per equips
- 2013-2014
  - 1a a Manchester, en Òmnium
  - 1a a Manchester, en Persecució per equips
- 2014-2015
  - 1a a Guadalajara i Londres, en Persecució per equips
  - 1a a Londres, en Òmnium
- 2015-2016
  - 1a a Cali i Hong Kong, en Òmnium

## Palmarès en ruta
- 2013
  -  Campiona del Regne Unit en ruta sub-23
  - 1a a la Prudential RideLondon Grand Prix
- 2014
  -  Campiona del Regne Unit en ruta
  -  Campiona del Regne Unit en ruta sub-23